# Antoñín
Pour le footballeur espagnol, voir Antoñín.
Antoñín, dit « El Bobo del Tranvía », est un des personnages légendaires de Bogota (Colombie). Son surnom signifie en français « le crétin du tram ».